# Upplands runinskrifter 1077
Runinskrift U 1077 är en runsten som nu står utanför Bälinge kyrka i Bälinge socken och Uppsala kommun i Uppland. Dess ursprungliga plats är okänd.

## Stenen
Stenen står uppställd till vänster om kyrkans vapenhus. Den har bland annat suttit inmurad i kyrkogårdens bogårdsmur ur vilken den togs fram 1980. Större delen av ristningen saknas på grund av en skada och det som återstår är inte av särskilt god kvalitet. De få orden i den kvarvarande texten lyder enligt inskriften nedan:

## Inskriften
Translitterering av runraden:
... ...-tiʀ : ref : nha bi-kumr : þoʀna...
Normalisering till runsvenska:
... [æf]tiʀ ʀef/ʀæif, hann(?) bi-kumr ...
Översättning till nusvenska:
... efter  Räv, han (?) ...
Inskriften är svårbegriplig. Det vikingatida mansnamnet Räv ("ref", Reifr, Ræif) är även känt från andra källor. Djurnamn har varit  mycket vanliga som personnamn under vikingatiden. Alternativt kan den betyda  ræifr   "glad,  rask".